# Andrzej Wantuła
Andrzej Wantuła (ur. 26 listopada 1905 w Ustroniu, zm. 15 czerwca 1976 w Warszawie) – biskup Kościoła Ewangelicko-Augsburskiego w PRL, profesor zwyczajny nauk teologicznych, prorektor Chrześcijańskiej Akademii Teologicznej w Warszawie.

## Życiorys
Był synem Jana Wantuły i Anny ze Szczepańskich. Ukończył szkołę ludową w Ustroniu i gimnazjum polskie w Cieszynie. 25 października 1936 zawarł związek małżeński z Julią Blasbalg z Ustronia.
W latach 1925–1929 odbył studia na Wydziale Teologii Ewangelickiej Uniwersytetu Warszawskiego, które kontynuował we Francji (studiował w Montpellier, Strasburgu i Paryżu). Dnia 25 października 1931 w kościele ap. Piotra i Pawła w Wiśle został ordynowany na księdza Kościoła Ewangelicko-Augsburskiego. Został wikariuszem w Wiśle, w 1933 roku drugim proboszczem, a w następnym roku – po przejściu księdza Jerzego Mrowca na emeryturę – pierwszym i zarazem jedynym proboszczem. W 1937 obronił na Wydziale Teologii Ewangelickiej UW doktorat pt. Porządek kościelny Wacława Adama.
Po wybuchu II wojny światowej deklarował narodowość śląską (niem. schlonsakisch). Będąc proboszczem w Wiśle, wygłaszał kazania w języku polskim, nie chcąc podporządkować się nakazowi gestapo wygłaszania ich po niemiecku. W konsekwencji 11 maja 1940 został aresztowany. Więziony w Cieszynie i Mysłowicach, po pobycie w Dachau ostatecznie trafił do obozu koncentracyjnego Mauthausen-Gusen w Austrii. Po podpisaniu volkslisty został zwolniony z obozu i pracował fizycznie w Cieszynie. Następnie po przymusowym wcieleniu do Wehrmachtu skierowany na front zachodni, gdzie dostał się do niewoli i trafił w szeregi Armii Polskiej na Zachodzie. Jako kapelan wyznania ewangelickiego otrzymał awans do stopnia podpułkownika WP.
W 1948 wrócił do kraju. W latach 1948–1956 był proboszczem w Wiśle. W 1952 został zatrudniony na Wydziale Teologii Ewangelickiej UW, po zniesieniu którego w 1954 był w latach 1954–1956 prorektorem  Chrześcijańskiej Akademii Teologicznej w Warszawie. Przez wiele lat był profesorem ChAT i kierownikiem Katedry Teologii Praktycznej. W 1966 został mianowany profesorem zwyczajnym.
2 maja 1959 Synod Kościoła wybrał go biskupem Kościoła w Polsce. W latach 1963–1970 był wiceprezydentem Światowej Federacji Luterańskiej w Genewie, a w Polsce był wieloletnim wiceprezesem Polskiej Rady Ekumenicznej. W lutym 1975 na pierwszej sesji VI Synodu zrezygnował z urzędu biskupa. 6 kwietnia 1975 przeszedł w stan spoczynku. W 1969 otrzymał Medal "20-lecia Światowej Rady Pokoju".
Był członkiem komisji przekładu Pisma Świętego w Brytyjskim i Zagranicznym Towarzystwie Biblijnym, a od 1961 jej przewodniczył. Dziełem tej komisji jest Biblia warszawska.
Zmarł 15 czerwca 1976 w swoim mieszkaniu w Warszawie i pochowany został na cmentarzu ewangelickim „Na Groniczku” w Wiśle w dniu 19 czerwca 1976.

## Odznaczenia
- Krzyż Komandorski Orderu Odrodzenia Polski (1969)[4]

## Publikacje

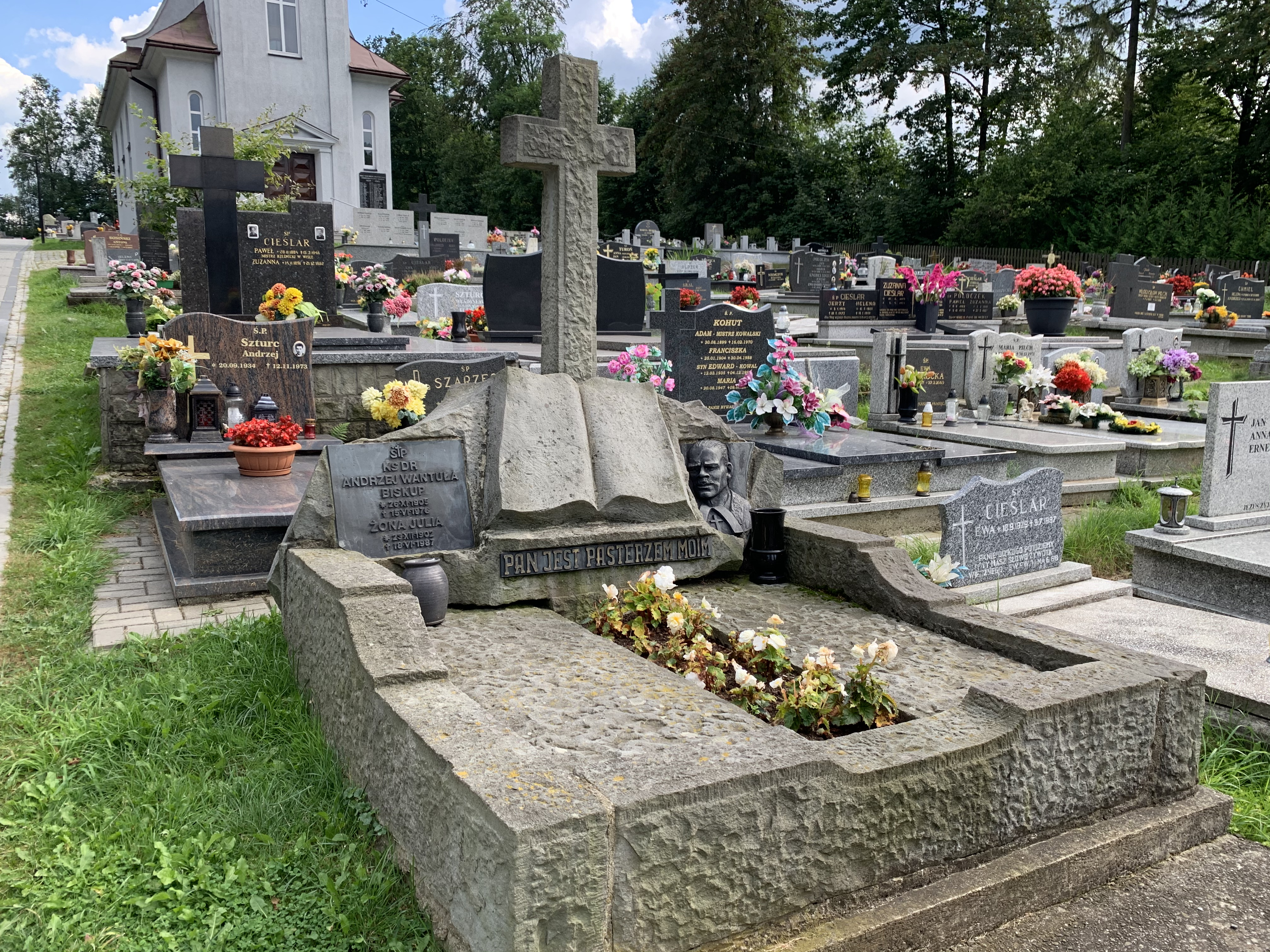
Grób w Wiśle

- Z przeszłości szkoły ewangelickiej w Wiśle (1933)
- Orkan na Śląsku. Garść wspomnień (1933)
- W sprawie tytulatury duchowieństwa ewangelickiego (1934)
- Ks. Jerzy Trzanowski. Życie i twórczość (1938)
- Zwięzłe wiadomości z historii Kościoła chrześcijańskiego (1939)
- O właściwą orientację nauczania kościelnego, "Rocznik Teologiczny" 1 1959, s. 89-98
- O kazualnym Zwiastowaniu Słowa Bożego, "Rocznik Teologiczny" 2 1960, s. 79-92
- Zarys homiletyki materialnej, "Rocznik Teologiczny" 3 1961, s. 167-194
- Symbolum Nicaeno-Constantinopolitanum, "Rocznik Teologiczny" 4 1962, s. 185-206
- Apostolicum, "Rocznik Teologiczny" 5 1963, s. 266-310
- Zarys homiletyki formalnej, "Rocznik Teologiczny" 6 1964, s. 75-104
- Zwięzłe wiadomości z historii Kościoła, (1964)
- Zarys homiletyki zasadniczej, "Rocznik Teologiczny" 7 1965, s. 257-301
- Zarys katechetyki zasadniczej, "Rocznik Teologiczny" 8 1966, s. 230-286
- Zarys katechetyki materialnej, "Rocznik Teologiczny" 1967, s. 105-132
- Zarys katechetyki formalnej, "Rocznik Teologiczny" 10 1968, s. 69-94
- O religijnych wartościach Dogmatu Trynitarnego, "Rocznik Teologiczny" 11 1969, s. 179-198
- Uwagi o Biblii Tysiąclecia, "Rocznik Teologiczny" 11 1969, s. 125-160
- Zarys katechetyki ewangelickiej (1973)
- Zarys homiletyki ewangelickiej (1974)
- Okruchy ze stołu Pańskiego. Kazania na wszystkie niedziele i święta roku kościelnego (1975), (1976), (2005)